# 雨果·维拉尔

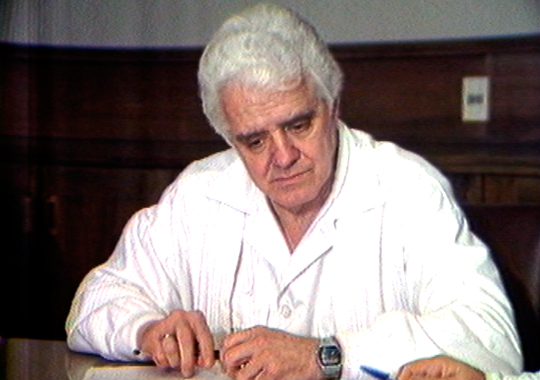
1988年的雨果·维拉尔

雨果·维拉尔（Hugo Villar Tejeiro，1925年11月20日—2014年4月15日），是一名乌拉圭物理学家和政治家。他是左翼党派乌拉圭广泛阵线的创始人之一。
2014年4月15日，他去世于蒙得维的亚，享年88岁。